# Turaniphytum codringtonii
Turaniphytum codringtonii là một loài thực vật có hoa trong họ Cúc. Loài này được (Rech.f.) Podlech miêu tả khoa học đầu tiên năm 1986.